# El embrujo
«El embrujo» es una canción de cumbia peruana escrita y compuesta por el compositor y cantante peruano Estanis Mogollón. Su popularidad ha implicado el surgimiento de varias versiones de la canción que la han posicionado en los primeros lugares de los rankings musicales del Perú y Chile.
En el Perú fue la canción más escuchada del año en el 2007 siendo interpretada por el Grupo Kaliente de Iquitos.
Este tema también es el sencillo debut del cantante de música tropical chilena Américo, de su también álbum debut Así es. La canción fue lanzada en formato radial en Chile el 13 de octubre de 2008.

## Historia
El embrujo fue escrita y producida por el compositor peruano Estanis Mogollón, quien vende la canción al Grupo Kaliente de Iquitos recurriendo a un cuaderno de apuntes donde había escrito una canción para la que hoy es su mujer cuando aún eran enamorados. Realiza los arreglos y actualizaciones correspondientes, y presenta la canción a la orquesta. Nunca imaginaría que aquella canción, popular en su momento en la selva y el norte peruano, llegaría a estar en los rankings radiales más importantes no sólo del Perú sino de los países vecinos.
Así mismo, con dicha canción, se ha hecho popular el Grupo Kaliente en todo el Perú, rompiendo los estratos sociales por el pegajoso ritmo y estilo de la agrupación selvática. Durante mediados del 2007 la canción hizo que la orquesta tuviera una gran gira a nivel nacional durante ese año. En las radios limeñas son un completo éxito llegando a quedarse por varias semanas consecutivas como la #1 de las semanas y consecuentemente es escogida como la canción del año. 
El embrujo ha hecho que la cumbia peruana volviera a sonar con fuerza luego de varios años de ausencia, desde entonces se han abierto nuevas emisoras exclusivamente para la cumbia y se han creado nuevas agrupaciones.
El intérprete y cantante argentino Mario Pereyra ha incluido su versión del tema en su disco El Embrujo editado ese mismo año.
En 2011 la canción fue usada en la campaña política de Lourdes Flores Nano.

## Versiones

### Américo
En Chile la canción se hizo popular por Domingo Vega Urzúa, conocido por su nombre artístico Américo. Es el primer sencillo de su álbum debut Así es. El tema fue lanzado en las radios chilenas el 13 de octubre de 2008. La canción logra gran popularidad con el resurgimiento del movimiento tropical chileno, radio Corazón impulsó el inicio del éxito del sencillo comenzándolo a tocar en su programación habitual diaria, fue con esta canción el que lleva a Américo a obtener por primera vez en solitario un sencillo en rotación general de radios y debutar en el Top 100. Américo promocionó el tema por primera vez en diferentes programas de televisión durante finales de 2008 e inicios de 2009, siendo Yingo de CHV, una de las principales ayudas en la promoción del sencillo vía televisión, luego vinieron Alfombra roja en Canal 13 y Buenos días a todos de TVN, que llevaron a la consagración del sencillo en el mercado musical.
"El embrujo" es uno de los sencillos más exitosos de la nueva cumbia chilena, con el que se llamó a Américo como el sucesor del éxito del grupo La Noche, el cual alcanzó su punto máximo el verano 2008-2009 y principales responsables del renacimiento del movimiento debido incremento mediático que obtuvieron durante fines de 2008.

## Otras versiones
- Grupo 5
- Charly Sosa
- Mario Pereyra y su Banda
- Contenido Neto
- Los Palmeras
- Malena Gracia (2010)
- Los Maravillosos de José Villanueva
- Eclipse Musical